# Чапулинес
Чапулинес (исп. chapulines, множественное число от chapulín) — название кузнечиков рода Sphenarium, которые употребляются в пищу в некоторых районах Мексики. Этот термин специфичен для Мексики и Центральной Америки и происходит от слова из языка науатль chapolin [t͡ʃaˈpolin] (ед. ч.) или chapolimeh [t͡ʃapoˈlimeʔ] (мн. ч.).
Употребляемых в пищу кузнечиков собирают с полей кукурузы и люцерны. Они полуодомашнены, живут дольше и размножаются быстрее, чем те, что обитают в дикой природе. Сезон сбора насекомых приходится на сезон дождей, с конца весны до начала зимы. Этот период начинается с вылупления новых кузнечиков, называемых нимфами. Они имеют сладкий вкус, что позволяет им продаваться дороже. Более взрослые кузнечики, как правило, имеют слегка горьковатый вкус.
Одним из регионов Мексики, где чапулинес наиболее широко употребляются в пищу, является Оахака, где их продают в качестве закуски на местных спортивных мероприятиях, и они пользуются популярностью у гурманов .  В ранних записях об испанском завоевании, датируемом началом-серединой XVI века, есть одно упоминание о кузнечиках, которых индейцы употребляли в пищу.
Помимо Оахаки, чапулинеc популярны в окрестностях Мехико, таких как Тепостлан, Куэрнавака и Пуэбла. Их можно есть отдельно, как botana (снэк), или в качестве начинки, например, в тлаюду (tlayuda - тортилья с начинками) с чапулине. 
В США «Сиэтл Маринерс» успешно запустили чапулине в качестве новой закуски в домашних матчах 2017 года.

## Приготовление
Для приготовления кузнечиков обычно сначала бланшируют, затем обжаривают во фритюре, на гриле или запекают в неглубокой сковороде, называемой комал, и приправляют солью и соком лайма или лимона, иногда чили и чесноком. Перед приготовлением или употреблением ножки и усики удаляют.

## Риски для здоровья
Съедобные насекомые могут оказывать негативное воздействие на людей, страдающих аллергией на ракообразных/моллюсков, из-за схожей биохимии, поскольку насекомые и ракообразные являются родственниками друг друга, и относятся к отряду  Tetraconata.